# 西和田 (長野市)
西和田（にしわだ）は、長野県長野市の市街地東部郊外にある町名。現行行政地名は西和田一・二丁目。住居表示実施済み区域である。郵便番号は381-0037。
全域が長野市役所古牧支所の管内である。

## 概要
地区の北西端にはしなの鉄道北しなの線が走り、JR東日本の長野総合車両センターが置かれている。中央部のくびれた部分を国道406号（平林街道）が東西に横断し、一丁目と二丁目との境をなしている。南端には柳原一号幹線排水路（北八幡川）が流れ、南東端には国道18号が通過する。周囲は以下の大字・町丁と接する。

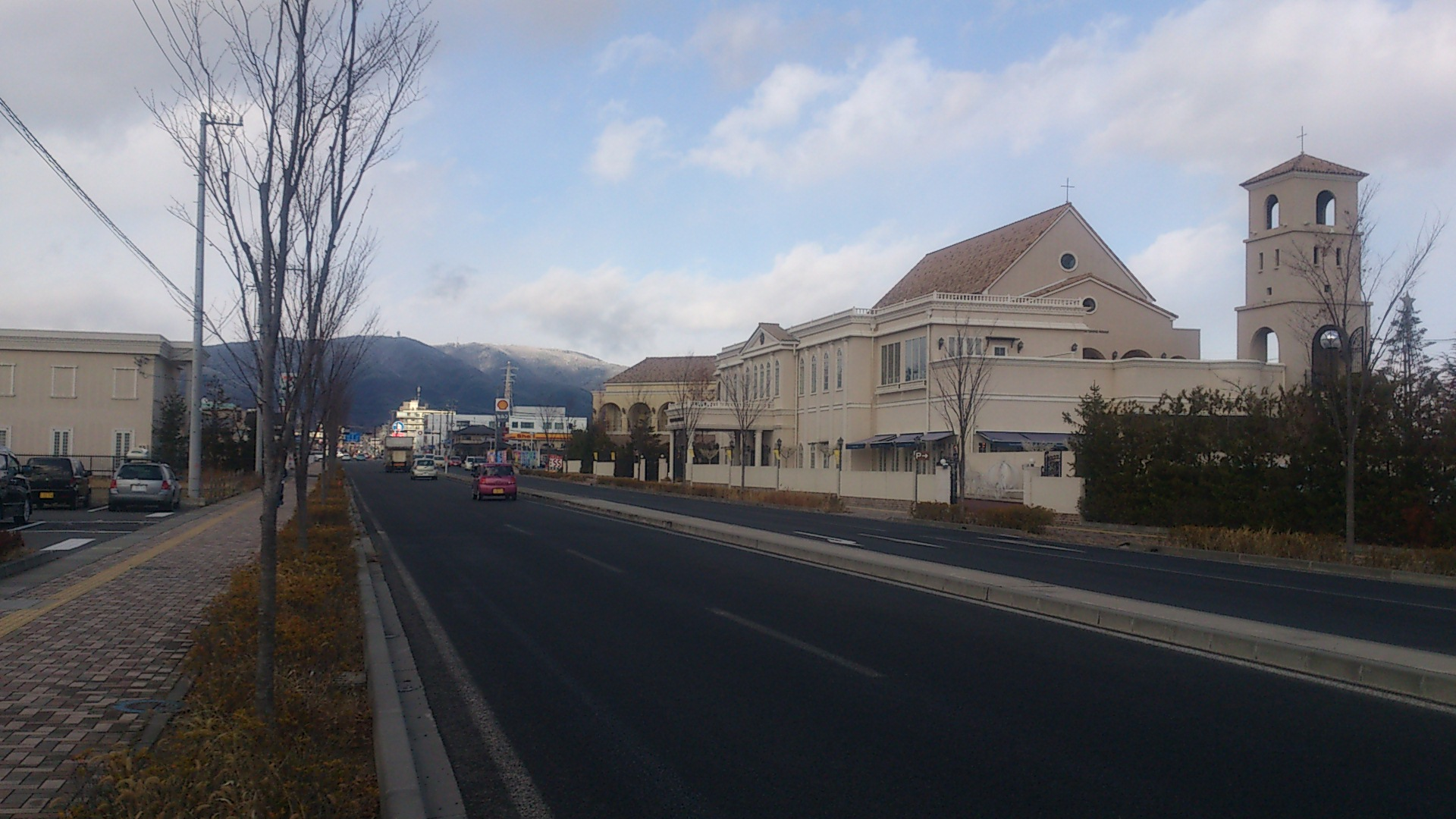
西和田一丁目の高田若槻線。沿道は古牧中部土地区画整理事業で拓かれた住宅地である

周辺地区同様に、古くは農村であったが長野市街地までバス・車で10分程度という立地により戦後急速に宅地化が進んだ。地区南部の北八幡川沿いには近年まで農耕地が残っていたが、区画整理が行われ現在では住宅地となっている。
二丁目はその半分近くが長野総合車両センターで占められ、隣接してJRや警察などの社宅群が和田公園に面して林立している。
地区内の人口及び世帯数は以下の通り（令和5年3月1日現在）。
|              | 世帯数  | 人口    |
| ------------ | ------- | ------- |
| 西和田一丁目 | 527世帯 | 1,252人 |
| 西和田二丁目 | 468世帯 | 1,136人 |
| 大字西和田   | 1世帯   | 1人     |
|              |         |         |
| 計           | 996世帯 | 2,389人 |

### 沿革
西和田の範囲は、概ね1889年（明治22年）以前の水内郡西和田村の範囲に相当する。
旧西和田村〜古牧村の歴史
- 江戸時代 - 前身の水内郡西和田村は松代藩領であった
- 1879年（明治12年）1月4日 - 郡区町村編制法施行。西和田村は上水内郡に属する
- 1889年（明治22年）4月1日 - 町村制施行。上水内郡西和田村、同郡高田村・平林村・東和田村・西尾張部村・南長池村と合併、三輪村荒屋区を編入。古牧村となる
- 1921年（大正10年） - 県道長野須坂線（現 国道406号平林街道）が開通。地区中央部を横断する
- 1923年（大正12年）7月1日 - 上水内郡古牧村、同郡吉田町・芹田村・三輪村とともに長野市に編入。旧西和田村域は、大字西和田となる

長野市西和田の歴史
- 1945年（昭和20年） - 大字西和田（現 西和田二丁目）に、長野工機部吉田分所（現 JR東日本長野総合車両センター）が置かれる
- 1979年（昭和54年）8月 - 大字西和田（現 西和田一丁目）に、かっぱ寿司の一号店（西和田店）が開店[2]
- 1982年（昭和57年）9月13日 - 平林街道が国道406号の一部となる
- 時期不明 - 西和田土地区画整理事業が行われる。現在の西和田一丁目東部
- 1998年（平成10年）11月24日 - 住居表示実施。大字中越の全域と大字西和田の一部が、中越一・二丁目となる
- 2000年度（平成12年度）〜2013年度（平成25年度） - 古牧中部土地区画整理事業が始まる。現在の西和田一丁目南西部から平林一丁目東部にかけての8.5ha
- 2005年（平成17年）11月7日 - 住居表示実施。大字西和田の大部分と大字古野が、西和田一・二丁目となる
- 2006年（平成18年）10月30日 - 住居表示実施。大字平林の大部分と大字西和田の一部が、平林一・二丁目となる
- 2008年（平成20年）5月12日 - 都市計画道路高田若槻線が一部開通（L=671m）。地区南部を縦断する

## 交通
路線バス
平林街道を走る、長電バスの以下の路線系統が利用できる。
- 長電バス
  - 51 長野駅 - 市民病院 - 柳原

## 施設

### 西和田一丁目
- 長野市役所 古牧支所
- カシヨ 本社・工場
- 眼鏡市場 長野西和田店
- 信毎書籍印刷
  - 西和田城跡 - 信毎書籍印刷の場所にあったとされる[3]。
- 国土交通省 北陸信越運輸局長野運輸支局

### 西和田二丁目
- 和田公園
- 和田神社 - 昔から諏訪社と称し、西和田の産土神として崇敬されてきた。1866年（慶応2年）和田神社と改称。神社の東隣に延命地蔵を祀る地蔵庵がある[4]。
- 雲照寺 - 元和年間（1615年～1624年）創建[5]。
- JR東日本 長野総合車両センター、長野総合訓練センター